# ناتالیا بوتوزوا
ناتالیا بوتوزوا (روسی: Наталья Анатольевна Бутузова؛ زادهٔ ۱۷ february ۱۹۵۴ (۷۱ سال)) ورزشکار تیراندازی با کمان اهل ازبکستان است.
وی در مسابقات کشوری و بین‌المللی در مجموع برندهٔ ۹ مدال طلا، ۱ مدال نقره شده‌است.